# Język anambe
Język anambe lub anambe znad rzeki Cairari – prawie wymarły język brazylijski z rodziny tupi i grupy tupi-guarani, używany przez kilka osób mieszkających w prowincji Pará nad rzeką Cairari (dopływ rzeki Moju). Jest wypierany przez portugalski brazylijski.